# Política transumanista

A política transumanista constitui um grupo de ideologias políticas que geralmente expressam a crença na melhoria dos indivíduos humanos por meio da ciência e da tecnologia.

## História
O termo "transumanismo" com seu significado atual foi popularizado pelo ensaio de Julian Huxley de 1957 com esse nome.
Natasha Vita-More foi eleita vereadora do 28º Distrito Senatorial de Los Angeles em 1992. Ela concorreu com o Partido Verde, mas em uma plataforma pessoal de "transumanismo". Ela desistiu depois de um ano, dizendo que seu partido era "muito neuroticamente voltado para o ambientalismo".
James Hughes identifica o Extropy Institute "neoliberal", fundado pelo filósofo Max More e desenvolvido na década de 1990, como os primeiros defensores organizados do transumanismo. E ele identifica a formação no final da década de 1990 da World Transhumanist Association (WTA), uma organização européia que mais tarde foi renomeada para Humanity+ (H+), em parte como uma reação à perspectiva de livre mercado dos "Extropianos". Por Hughes, "[o] WTA incluiu tanto social-democratas quanto neoliberais em torno de uma definição democrática liberal de transumanismo, codificada na Declaração Transumanista." Hughes também detalhou as correntes políticas no transumanismo, particularmente a mudança por volta de 2009 do transumanismo socialista para o transumanismo libertário e anarcocapitalista . Ele afirma que a esquerda foi expulsa do Conselho de Administração da World Transhumanist Association e que libertários e singularitaristas garantiram uma hegemonia na comunidade transumanista com a ajuda de Peter Thiel, mas Hughes continua otimista sobre um futuro tecnoprogressivo .
Em 2012, o Partido da Longevidade, um movimento descrito como "100% transumanista" pela cofundadora Maria Konovalenko, começou a se organizar na Rússia para a construção de um partido político votado. Outro programa russo, a Iniciativa 2045 foi fundada em 2012 pelo bilionário Dmitry Itskov com seu próprio partido político proposto "Evolução 2045" defendendo a extensão da vida e avatares android .
Em outubro de 2013, o partido político Alianza Futurista ALFA foi fundado na Espanha com objetivos e ideais transumanistas inscritos em seus estatutos.
Em outubro de 2014, Zoltan Istvan anunciou que concorreria às eleições presidenciais de 2016 nos Estados Unidos sob a bandeira do " Partido Transumanista ". Em novembro de 2019, o partido reivindicou 880 membros, com Gennady Stolyarov II como presidente.
Outros grupos usando o nome "Partido Transumanista" existem no Reino Unido e na Alemanha.

## Crítica
Truman Chen, do Stanford Political Journal, considera muitos ideais transumanistas antipolíticos.

## anarcotransumanismo

Bandeira do anarco-transhumanismo, representada por uma bandeira diagonal azul e preta, onde o azul é representativo do simbolismo futurista

O anarco-transumanismo é uma filosofia que sintetiza o anarquismo com o transumanismo que se preocupa com a liberdade social e física, respectivamente. Os anarcotransumanistas definem a liberdade como a expansão da própria capacidade de experimentar o mundo ao seu redor. Os anarcotransumanistas podem defender várias práxis para promover seus ideais, incluindo hacking de computador, impressão tridimensional ou biohacking .
A filosofia baseia-se fortemente no anarquismo individualista de William Godwin, Max Stirner e Voltairine de Cleyre, bem como no ciberfeminismo apresentado por Donna Haraway em A Cyborg Manifesto. O pensamento anarco-transumanista analisa as questões que envolvem a autonomia corporal, deficiência, gênero, neurodiversidade, teoria queer, ciência, software livre, e sexualidade enquanto apresenta críticas através das lentes anarquistas e transumanistas do capacitismo, cisheteropatriarcado e primitivismo . Muito do pensamento anarco-transumanista inicial foi uma resposta ao anarco-primitivismo . O anarcotransumanismo pode ser interpretado como uma crítica ou uma extensão do humanismo, porque desafia o que significa ser humano.
Os anarco-transumanistas também criticam as formas não anarquistas de transumanismo, como o transumanismo democrático e o transumanismo libertário, como incoerentes e insustentáveis devido à preservação do estado . Eles veem tais instrumentos de poder como inerentemente antiéticos e incompatíveis com a aceleração da liberdade social e material para todos os indivíduos. O anarcotransumanismo é geralmente anticapitalista, argumentando que a acumulação capitalista de riqueza levaria à distopia enquanto se associasse ao transumanismo, em vez disso defendendo o acesso igualitário a tecnologias avançadas que permitem liberdade morfológica e viagens espaciais.
O filósofo anarco-transumanista William Gillis defendeu uma 'singularidade social', ou uma transformação na moral da humanidade, para complementar a singularidade tecnológica . Essa singularidade social garantirá que nenhuma coerção seja necessária para manter a ordem em uma sociedade futura, onde as pessoas provavelmente terão acesso a formas letais de tecnologia.

## transumanismo democrático
O transumanismo democrático, um termo cunhado por James Hughes em 2002, refere-se à postura dos transumanistas (defensores do desenvolvimento e uso de tecnologias de aprimoramento humano ) que defendem visões políticas democráticas liberais, sociais e/ou radicais .

### Filosofia
De acordo com Hughes, a ideologia "deriva da afirmação de que os seres humanos geralmente serão mais felizes quando assumirem o controle racional das forças naturais e sociais que controlam suas vidas". O fundamento ético do transumanismo democrático repousa sobre o utilitarismo das regras e a teoria da personalidade não antropocêntrica . Os transumanistas democráticos apóiam o acesso igualitário às tecnologias de aprimoramento humano para promover a igualdade social e impedir que as tecnologias promovam a divisão entre as classes socioeconômicas . Ao levantar objeções tanto ao bioconservadorismo de direita quanto ao de esquerda e ao transumanismo libertário, Hughes pretende encorajar transumanistas democráticos e seus potenciais aliados progressistas a se unirem como um novo movimento social e influenciar políticas públicas biopolíticas .
Uma tentativa de expandir o meio-termo entre o tecnorrealismo e o tecnoutopismo, o transumanismo democrático pode ser visto como uma forma radical de tecnoprogressivismo . Aparecendo várias vezes na obra de Hughes, o termo "radical" (do latim rādīx, rādīc-, raiz) é usado como um adjetivo que significa ou pertence à raiz ou indo para a raiz . Sua tese central é que as tecnologias emergentes e a democracia radical podem ajudar os cidadãos a superar algumas das causas profundas das desigualdades de poder .
De acordo com Hughes, os termos tecnoprogressismo e transumanismo democrático referem-se ao mesmo conjunto de valores e princípios do Iluminismo ; no entanto, o termo tecnoprogressista substituiu o uso da palavra transumanismo democrático.